# 안톤 라마자레스
안톤 라마자레스(Antón Lamazares, 1954)는 스페인 화가로서 조세 마리아 시칠리아 (José María Sicilia), 미켈 바셀로 (Miquel Barceló), 그리고 빅토르 미라 (Víctor Mira) 와 더불어 ‘제너레시온 데 로스 80’ (generación de los 80)의 일원으로 꼽힌다. 그는 나무와 판지의 세밀한 표면에 니스를 비롯한 여러 물질을 채색함으로써 자신만의 소재와 미술적 언어를 창조해냈다. 그의 스타일은 장난스러운 표현주의에서 점차 추상적 표현주의와 추상주의를 거쳐 최근에는 영혼과 기억의 소통, 시와 꿈, 그리고 영적이고 감각적인 주제들을 미니멀리즘 (minimalism) 을 통해 구현하고 있다. 그의 작품들은 현재 레이나 소피아 국립 미술관 (National Museum Reina Sofía), 갈리시아 현대미술관 (Galician Centre for Contemporary Art), 마드리드 현대미술관 (Madrid Museum of Contemporary Art)등 세계유수의 미술관들과 재단들 그리고 개인 소장가들이 소장, 전시하고 있다.

## 삶

### 초반기: 미술과 시
(갈리시아, 1954-1977)

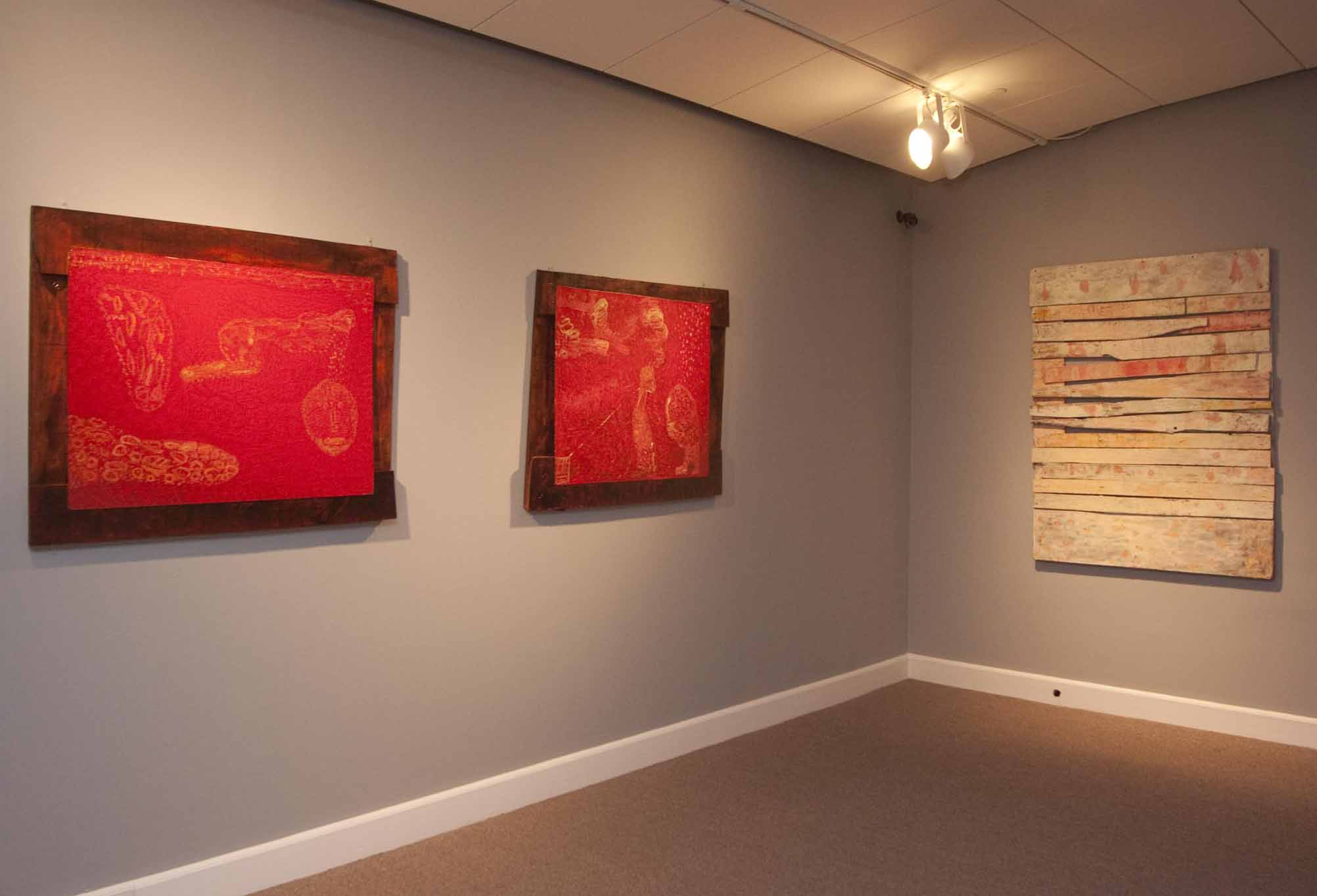

1954년 1월 2일, 스페인 폰테베드라 지방 (Spain, Pontevedra) 라린 (Lalín) 에 있는 마세이라 (Maceira)에서 라마자레스는 태어났다. 이곳의 목가적 풍경은 그의 상상력과 창조력에 큰 영향을 끼친다. 그의 초등교육 대부분은 (1963-1969) 헤본 (Herbón) 에 있는 프란체스카 신학교에서 이루어졌으며, 이곳에서 그는 주로 그리스 로마 고전을 공부했다. 육십 년대 말 그는 시를 쓰기 시작했으며 그의 (예술적)발전에 영향을 줄 마누엘 페스케이라 (Manuel Pesqueira) 화백과 라쎄이로 (Laxeiro) 화백, 그리고 작가 알바로 쿤케이로 (Álvaro Cunqueiro) 등과 교분을 맺었다.
그의 소질이 시보다 미술에 더욱 치우치게 되자 그는 장기간 유럽을 여행하며 (1972) 반 고흐, 파울 클레 (Klee), 렘브란트 (Rembrandt), 호안 미로 (Miró) 등 대가들의 미술을 공부하였으며 이후 안토니 타피에스 (Antoni Tàpies), 알베르토 자코메티 (Alberto Giacometti), 마놀로 미야레스, 프랜시스 베이컨을 비롯, 중세 미술과 해양성 미술 (Art of Oceania)을 공부하였다. 긴 여정의 끝 무렵 그는 바르셀로나에 잠시 머물며 건설장 인부로서 취직해 일하는 사이 마레스 박물관(Marés Museum)과 카탈루냐 국립 미술관 (National Art Museum of Catalonia) 등을 방문해 그곳의 로마네스크식 미술 작품들을 공부하였다. 다음에 도착한 마드리드에서 그는 자신의 스승 라세이로 (Laxeiro) 와 연락을 재개함과 더불어 시인 카를로스 오로사 (Carlos Oroza)를 알게 되었다. 이 만남은 그에게 중요한 것인데, 그의 작품들은 항상 시와 그림의 회화를 다루고 있기 때문이다.
1973년, 불과 19세의 나이로 라마자레스는 개인전과 단체전시회에 작품들을 출두하였다. 1975년에 해군에 징집되어 페롤 (El Ferrol)에서 복무하던 중, 9월 27일에 그는 충격적인 소식을 듣게된다. 베르고스 재판 (Burgos Trial) 직후 프랑코 (Franco) 정권에 의해 마지막으로 처형된 사람들 중 24세의 동향친구, 움베르토 바에나(Humberto Baena)가 포함된 것이었다. 이소식을 접한 그는 심한 우울증에 빠졌고, 한동안 정신병원에 입원해야 했다. 이때 그는 자신의 시집, 아디발 (Adibal) 을 쓰게 된다.

### 표현주의와 아르테 포베라 (Arte Povera), 그리고 bifacial painting
(마드리드-뉴욕, 1978-1989)

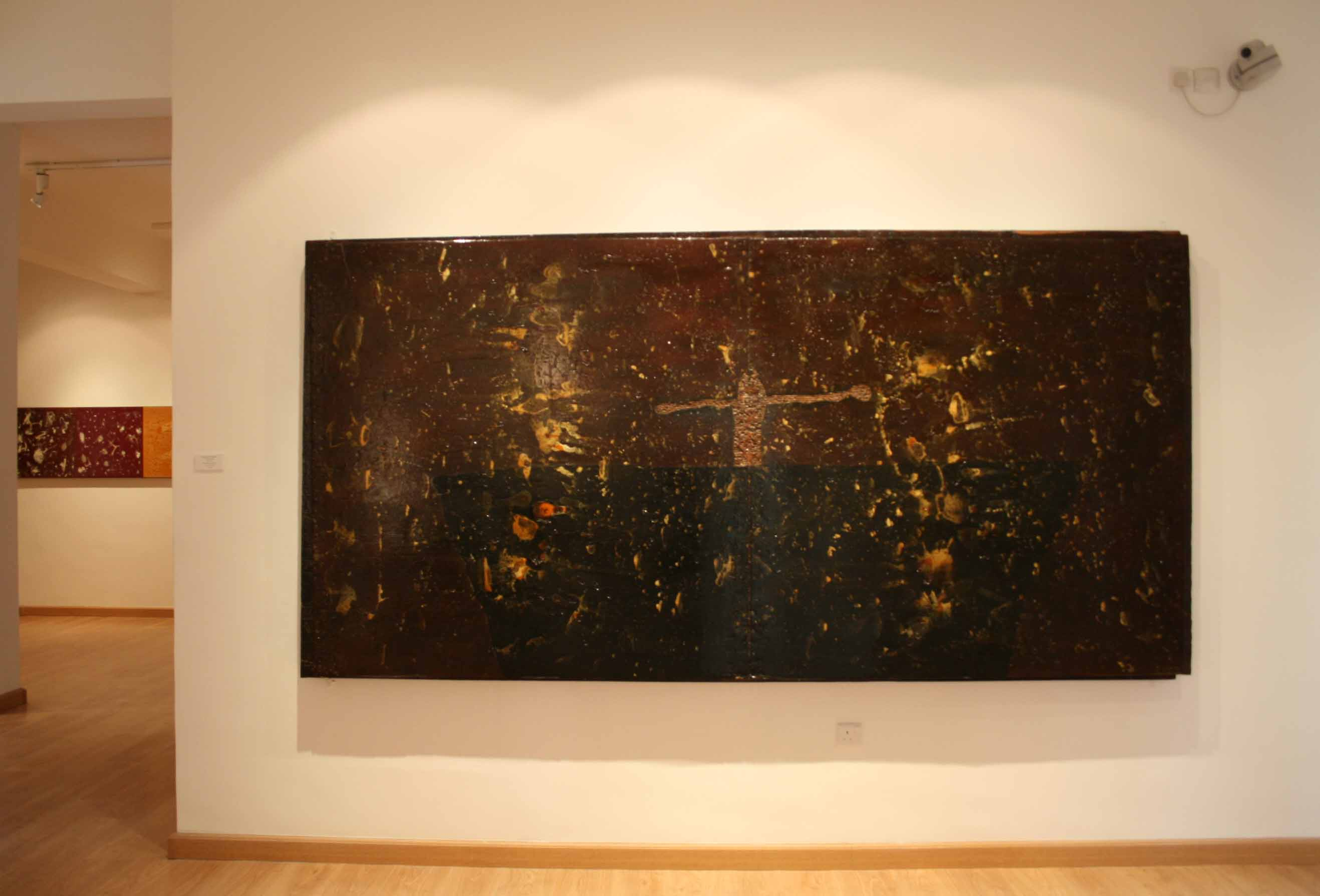

1978년에 마드리드로 이사한 라마자레스는 매 주말마다 마타보리코스 (Mataborricos) 에 있는 자신의-1979년에 실외 전시회를 열- 별장에서 화가 알폰소 프레일 (Alfonso Fraile), 갤러리스트 주아나 모르도 (Juana Mordó), 신경학자 알베르토 포르테라 (Alberto Portera), 그리고 시인이자 미술평론가인 산티아고 아몬 (Santiago Amón) 등과 두터운 교분을 쌓았다. 80년대에 그는 왕성한 창작활동과 더불어 자신의 명성을 널리 퍼뜨린다. 30살에 이미 그는 스페인과 세계 미술계에 이름을 알리게 된 것이다. 이시기 그의 작품들은 강렬한 채색과 독창성을 바탕으로 장난스럽고 몽환적인 형태들을 표현주의 형식으로 나타낸다.
그는 마드리드에 위치한 주아나 모르도의 갤러리, 벨기에의 엘리자베스 프랑크 (Elisabeth Frank) 갤러리, 그리고 바르셀로나에 있는 살라 가스파 (Sala Gaspar)에서 전시회를 열었다. 그 후, 그는 뉴욕에서 이 년간 풀브라이트 장학생으로서 (Fulbright Scholarship) 지내게 된다. 그곳에서 그의 작품들은-브루노 팔체티 갤러리 (Bruno Fachetti Gallery)에 전시된 바와 같이-더욱 순수해짐과 동시에 물질적으로 변하게 된다. 한동안 그는 뉴욕과 살라망카 두 곳에서 활동하게 된다.
1988년에 그는 홀더린의 하이페리온 (Hölderlin's Hyperion) 에 대한 존경의 표시로 [[아나톨리아]에 위치한 Didyma의 신전을 방문하고, 이스탄불에 위치한 비잔틴 교회들에서 강렬한 인상을 받는다. 갈레리아 미겔 마르코스 (Galería Miguel Marcos)에 전시된 작품은 이때의 경험에서 우러난 이미지를 나무의 배열을 통해 명확하게 보여준다. 1990년에 그는 양면에서 볼 수 있는 작품들을 (bifacials) 준비한다.

### 조각적 (Sculptural) 그림과 대형 형상들
(파리-마드리드, 1990-2003)

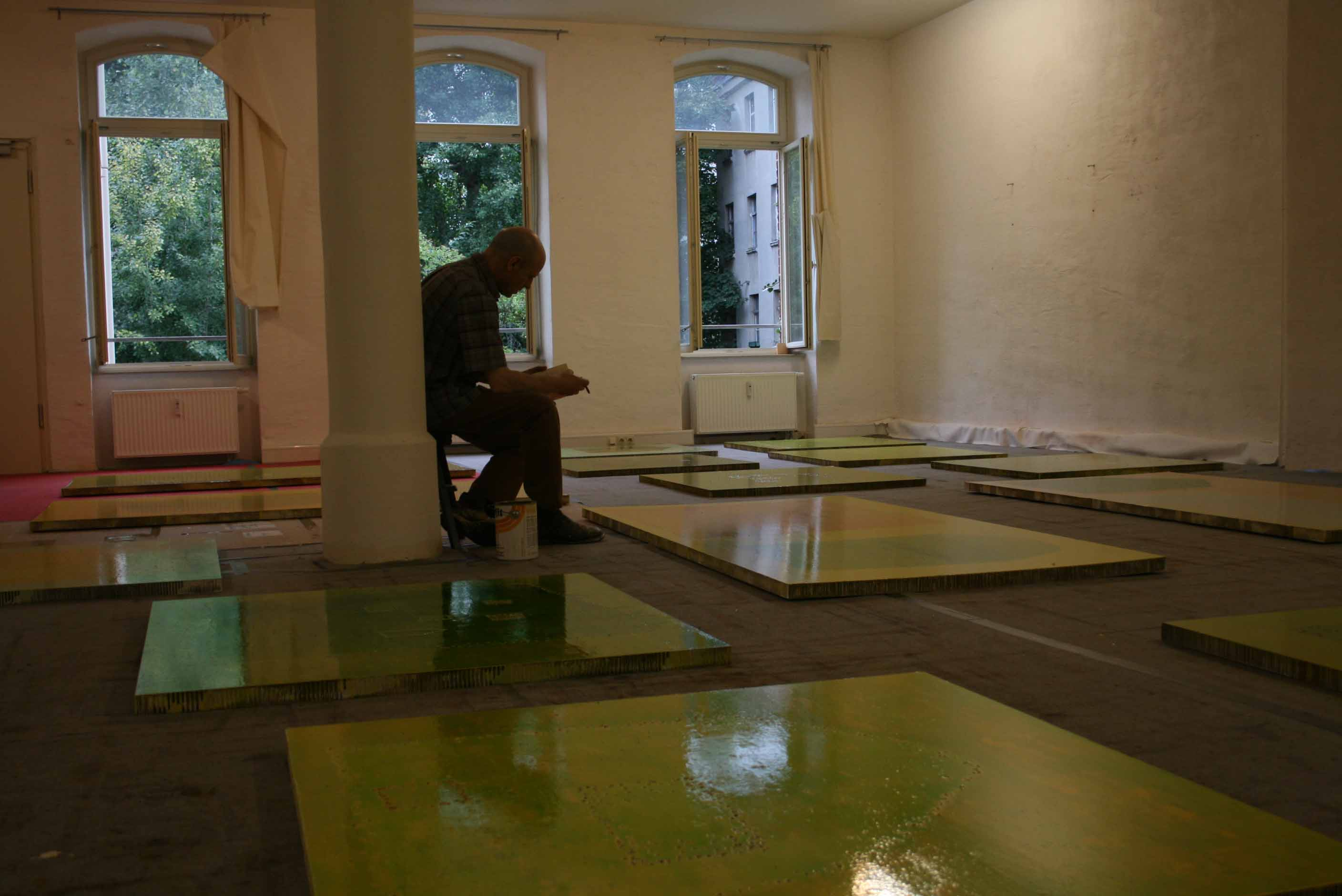

1990년과 1991년 사이, 라마자레스는 시테 데스 아트 (Cité des Arts)에서 수령한 수급금 덕택에 파리에 도착한다. 또한 1991년에 마드리드에 대형 스튜디오를 열고 Gracias vagabundas (Wandering Graces) 와 Desazón de vagabundos (The Anxiety of Vagabonds), 두 작품전들 을 준비한다. 1993년 베니스 비에날 (Venice Biennale)에서 황금 사자상 (the Golden Lion) 을 수상한 타피에스 (Tàpies)를 만나 인터뷰를 한다. 이후 갈리시아 현대 미술관 (Galician Centre for Contemporary Art)의 초청에 응한 그는 1996년 5월부터 11월까지 갈리시아에 머물며 Gracias do lugar: Eidos de Rosalía 와 Eidos de Bama (The place's charm: Rosalía's fields, Bama’s fields)를 칠한다. 1997년 6월부터 11월까지 그는 산타 바이아 마타볼로스 (Santa Baia de Matalobos)에서 Bés de Santa Baia를 실외 작업한다.
1998년 마드리드에서 카스티야의 여름을 추억하는 의미에서 Titania e Brao과 Pol en Adelán 시리즈를 완성한다. 이시기 그는 미술서적 El Canto de la Cabeza에 기재된 구스타보 마틴 가르조 (Gustavo Martín Garzo)의 다섯 원문에 포함된 에칭과 (a suite of etchings) 르 몽드 디플로마티크 (Le Monde Diplomatique)가 올해의 최우수 서적으로 추천한 Itinerarium에 들어 있는 리소그래프 (lithographs) 등 인쇄 예술품 또한 여럿 발재한다.
2001년 그는 아 라코루냐의 항구에서 Un saco de pan duro (A Bag of Hard Bread)란 제목으로 대규모 전시회를 연다. 스페인 외교 통상부는 ‘스페인 미술을 바깥세상으로’ (Spanish Art for the Outside World)란 프로그램에 안토니오 사우라 (Antonio Saura), 마틴 치리노 (Martín Chirino), 호안 에르난데스 피후안 (Joan Hernández Pijuan), 호르헤 오르테이사 (Jorge Oteiza), 밀라레스 (Millares), 파블로 세라노 (Pablo Serrano), 그리고 타피에스 (Tàpies)등의 작품들과 더불어 그의 작품을 국제적으로 흥보 하기로 한다. 이때 그는 르네상스 예술을 공부하고 성 프란시스가 살던 환경과 친숙해지기 위해 피렌체와 아시시를 여행한다. 훗날 그는 성 프란시스에게 그의 작품 시리즈, Follente Bemil,를 바친다.

### 추상주의에서 시적 미니멀리즘까지 (minimalism)
(베를린, 2004-)

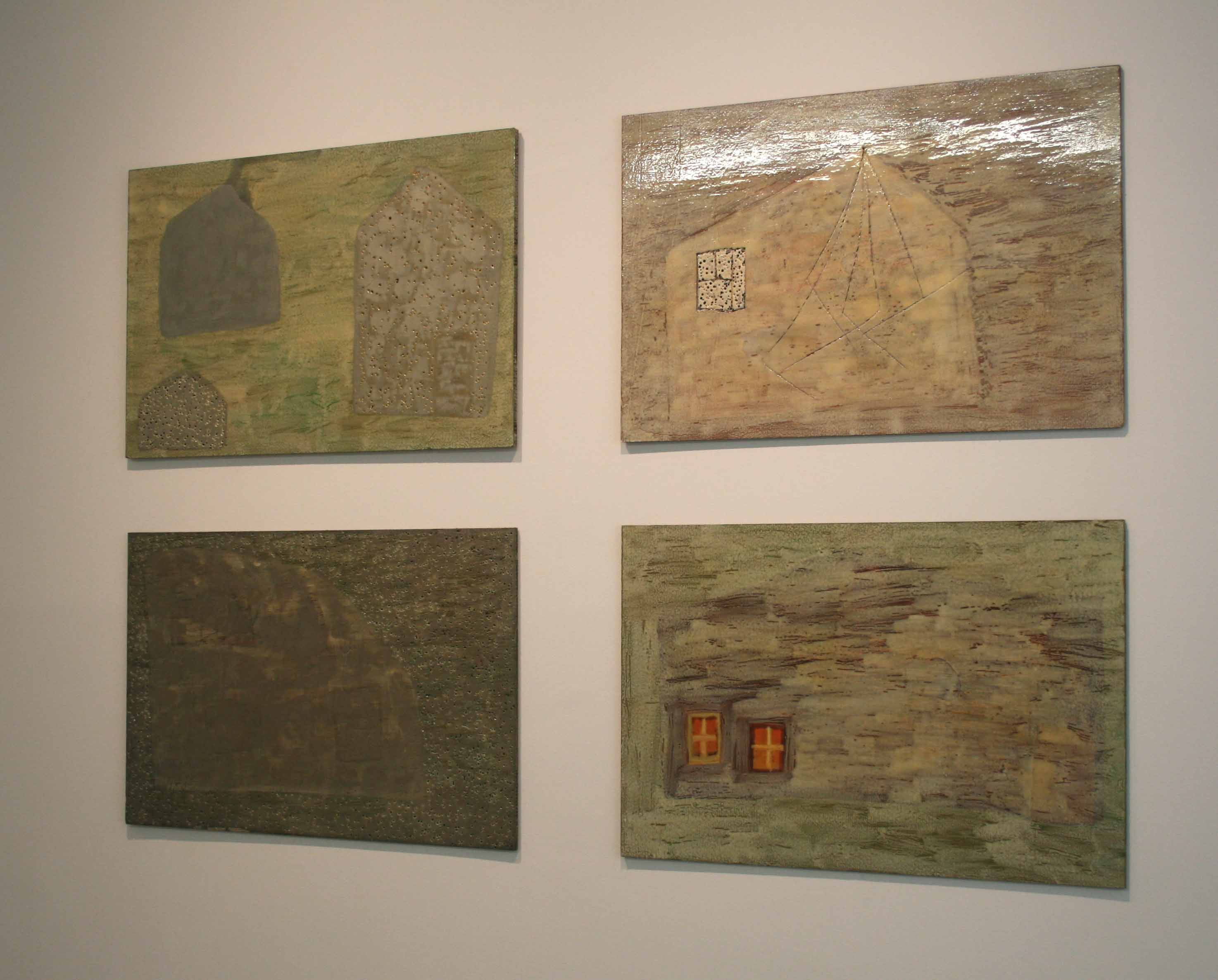

라마자레스는 2004년 베를린으로 이사한 후 줄곧 그곳에서 거주하고 있다. 부친상을 치른 직후 그는 E fai frío no lume (It’s Cold in the Fire) 시리즈를 제작하기 시작한다. 또한 슬로베니아와 부다페스트 (Budapest, Hungary)의 Kiscelli 교회 박물관에서 대형전시회를 치른다.

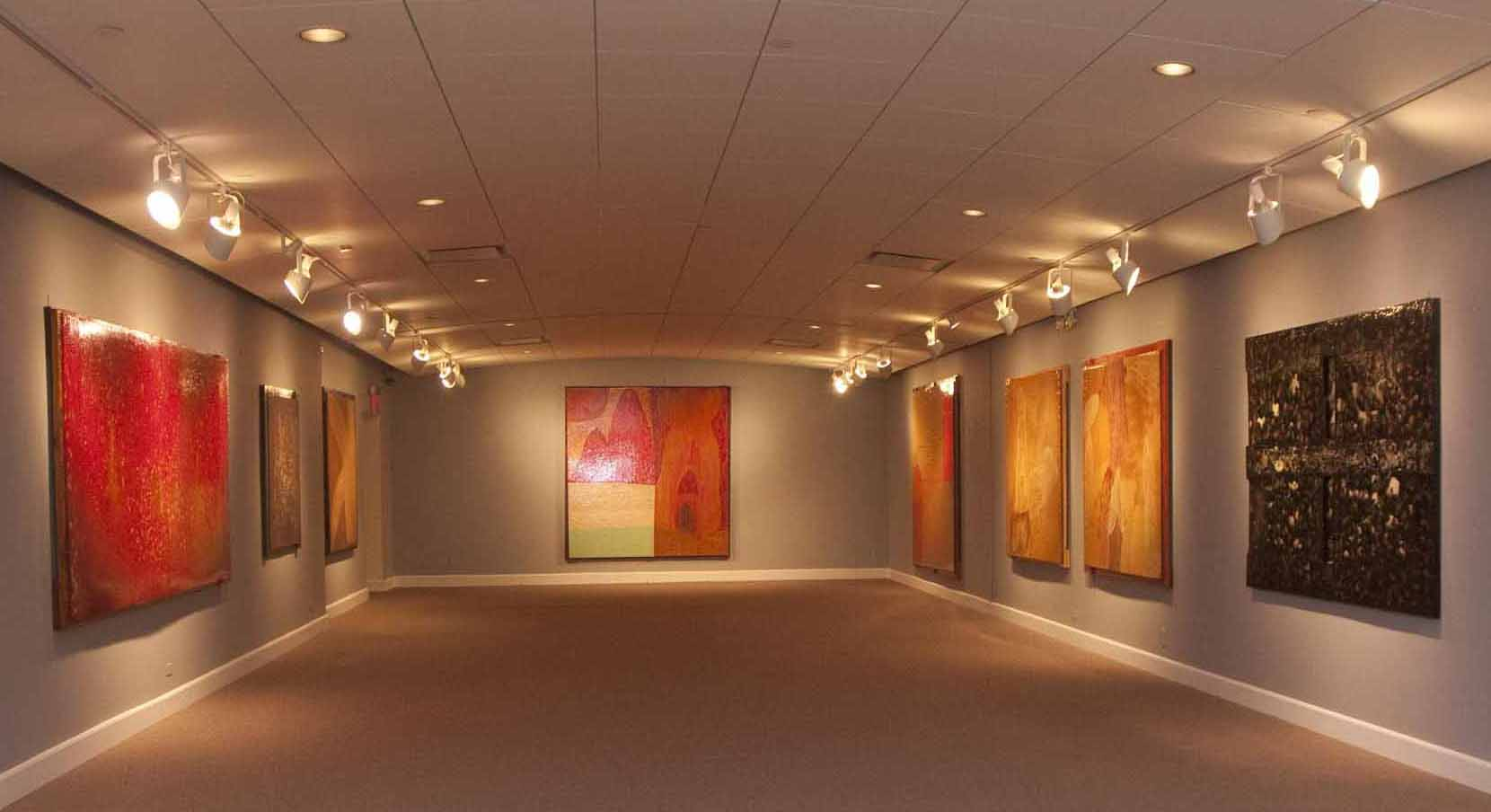

이후, 그는 Domus Omnia를 제작하는 한편, 두 권의 미술서적, Oroza: Deseo sin trámite 과 Un sentimiento ingrávido recorre el ambiente에 각각 실크 스크린 인화 (serigraph) 와 다섯 리소그래프 (lithographs)를 제공한다.
2008년, 그는 요르단 국립 미술관 (National Gallery of Jordan –Ammán–)에서 작품명 Horizonte sin dueño (Unowned Horizon) 를, 시리아의 다마스쿠스 세르반테스 협회 (the Cervantes Institute of Damascus)에서 자신의 인쇄 예술품 작품집 을 각각 전시한다. 또한 그는 시리아에서 시인 Taher Riyad로부터 시모음집 Cantos de Lamazares를 선사받기도 한다. 2009년 그는 Queen Sofía Spanish Institute와 오렌스 (Orense, Spain)에서 전시회를 연다. 또한 그는 시인 Vicente Aleixandre에게 바치는 순회 전시회에 출전하며 이때 그의 국제적 위상과 전생에 걸친 창작활동에 대한 예우로서 Laxeiro 상을 수여 받는다.
2010년에 그는 Santiago de Compostela 대학 교회와 투이 (Tui)에서 전시회를 연다. 이곳에서 벌어진 국제 영화 축제 Play-Doc중, Nayra 와 Javier Sanz 형제의 감독하에 안톤 라마자레스 자신의 시각으로 미술과 시, 그리고 자연을 다룬 다큐멘터리 영화 Horizonte sin dueño 가 방영된다.

## 같이 보기
- 추상 미술
- 표현주의
- 미니멀리즘
- 현대 미술

## 참고 도서
- AMÓN, Santiago, "La pintura de Lamazares y la luz crepuscular", Lamazares 1978-1986, La Coruña, Durán, 1986.
- CALVO SERRALLER, Francisco, "La musa en cueros", Madrid, Montenegro, 1986; "Casa de la pintura", Domus Omnia, Madrid, Álvaro Alcázar, 2007.
- CASTRO, Fernando, "Fragmentos de un texto que no pude escribir", Antón Lamazares. Un saco de pan duro, La Coruña, Ayto. de La Coruña, 2001.
- CASTRO, Luisa, "Alma en lunes o la noche de las estrellas que brillan poco", Antón Lamazares. Alma en lunes, Orense, Museo Municipal, 2002.
- FUENTES FEO, Javier, "Inventar y divulgar nuevos secretos. En torno a la pintura de Antón 	Lamazares", Lamazares, Madrid, SEACEX, 2005.
- GABILONDO, Ángel, "Del verde llover", Antón Lamazares. Gracias do lugar, Santiago de Compostela, CGAC, 1997; "Una conversación entre Ángel Gabilondo y Antón Lamazares" (entrevista), Lamazares, Madrid, SEACEX, 2005.
- LOGROÑO, Miguel, "Todos los ojos del mundo", Reconocimientos. Colección Miguel Logroño, Santander, Museo de Bellas Artes, 2007.
- MARTÍN GARZO, Gustavo, "Jonás y la calabacera", Antón Lamazares. Iles Quén, Madrid, La Caja Negra, 2000.
- MIKUŽ, Jure, "La imagen original bajo las capas del palimpsesto de la conciencia", Lamazares, Madrid, SEACEX, 2005.
- MOURE, Gloria, "Antón Lamazares", Artforum, Nueva York, mayo de 1987.
- MURADO, Miguel-Anxo, "Hermana carne", Follente Bemil, Madrid, Metta, 2003.
- RIVAS, Manuel, "La leyenda de Antón Lamazares", Antón Lamazares, Murcia, Palacio Almudí, 1995.
- SANDOVAL, Michael, "Antón Lamazares. The Vagabond Shaman", Antón Lamazares, Nueva York, Queen Sofía Spanish Institute, 2009.